# Fernando Acuña Rúa
Fernando Acuña Rúa (Moaña, Província de Pontevedra, maig de 1954) és un sindicalista gallec.
El 1977 el tiraren de l'empresa on treballava, Cablerías Conductoras. Aleshores, inicià una vaga que durà dos mesos. Des d'aleshores es dedicà a l'activitat sindical exclusivament al Sindicat Obreiro Galego. Participà en la fundació de la Intersindical Nacional de Treballadores Galegos i el 1985 va ser elegit secretari general de la Confederació Xeral de Treballadores Galegos.